# Woningcorporaties in Nederland

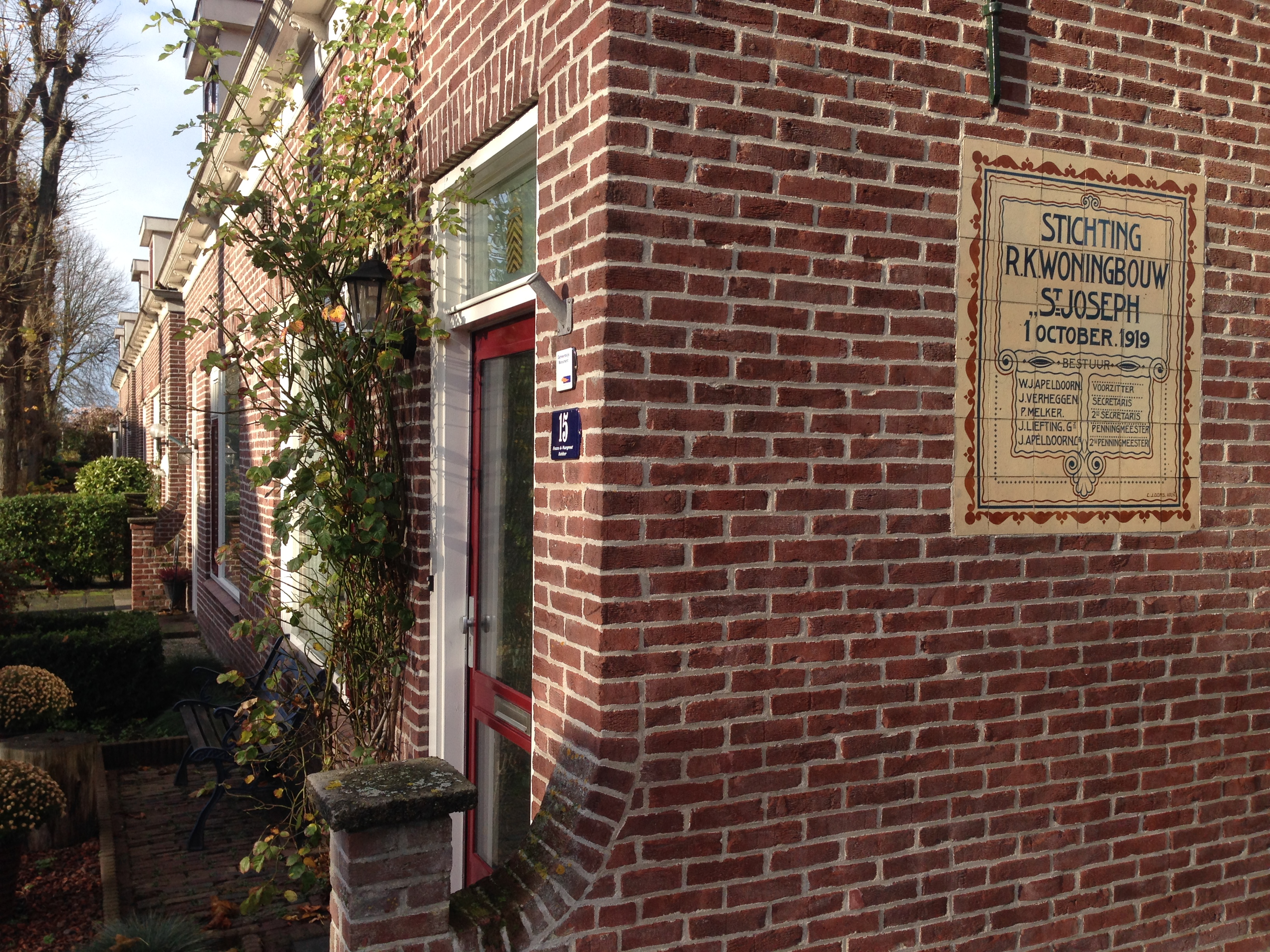
Woningen van een woningcorporatie in Egmond-Binnen

Een woningcorporatie, woningbouwcorporatie of wooncorporatie (niet te verwarren met een wooncoöperatie) is een organisatie die zich richt op het bouwen, beheren en verhuren van kwalitatief goede woonruimte met een betaalbare huur voor mensen met een smalle beurs (sociale woningbouw). Het kenmerk van deze woningbouw is dat de huuropbrengsten van deze woningen niet rendabel zijn ten opzichte van de stichtingskosten. Doordat de Nederlandse rijksoverheid het bouwen ervan grotendeels aan deze organisaties overliet, en zichzelf veelal beperkte tot de rol van financier, regelgever en toezichthouder, heeft de woningcorporatie in Nederland een centrale rol in de volkshuisvestingssector gekregen. De taken van de woningcorporaties zijn sinds 2015 ingeperkt en vastgelegd in een herziene Woningwet. Ze worden daar aangeduid als toegelaten instelling.

## Soorten woningcorporaties
Veel woningcorporaties zijn of waren oorspronkelijk verenigingen, de zogenaamde woningbouwverenigingen. Andere woningcorporaties hadden de vorm van een vennootschap of stichting (woningstichtingen). In de volksmond worden de termen woningbouwvereniging, woningstichting en woningcorporatie door elkaar gebruikt. Juridisch maakt het wel degelijk uit of er sprake is van een stichting of vereniging. Zo wordt bij een vereniging het bestuur democratisch gekozen door en uit de leden en bij een stichting of een vennootschap is dat niet het geval.
Woningbouwverenigingen kunnen worden opgericht door belangstellenden of belanghebbenden. 'Belangstellenden' waren in de beginjaren sociaal voelende personen die het bouwen van goede arbeiderswoningen wilden bevorderen. 'Belanghebbenden' zijn de huurders of aspirant huurders. Corporaties zijn sinds de jaren negentig op afstand gezet van de overheid en moesten vanaf dat moment door een zakelijke en bedrijfsmatige benadering van de woningmarkt overheidssubsidies voor sociale woningbouw overbodig maken. Dit leidde tot kritiek: voor de organisaties die uitsluitend het belang van de volkshuisvesting voor ogen moesten hebben, was het moeilijk uit te leggen dat van hen als woningcorporatie nu werd verwacht dat zij voortaan ook duurdere huurwoningen gingen bouwen, deels nieuwbouwwoningen zouden bouwen voor de verkoop en een deel van hun bestaande sociale huurwoningen aan particulieren gingen verkopen. Bewoners ('belanghebbenden') verloren in die periode veel van hun zeggenschap cq. inspraak waar het ging om investeringen. Officieel hadden vertegenwoordigers van bewoners dat recht voorheen wel in besturen of inspraakorganen van woningbouwverenigingen.

## Geschiedenis

### De eerste woningcorporaties

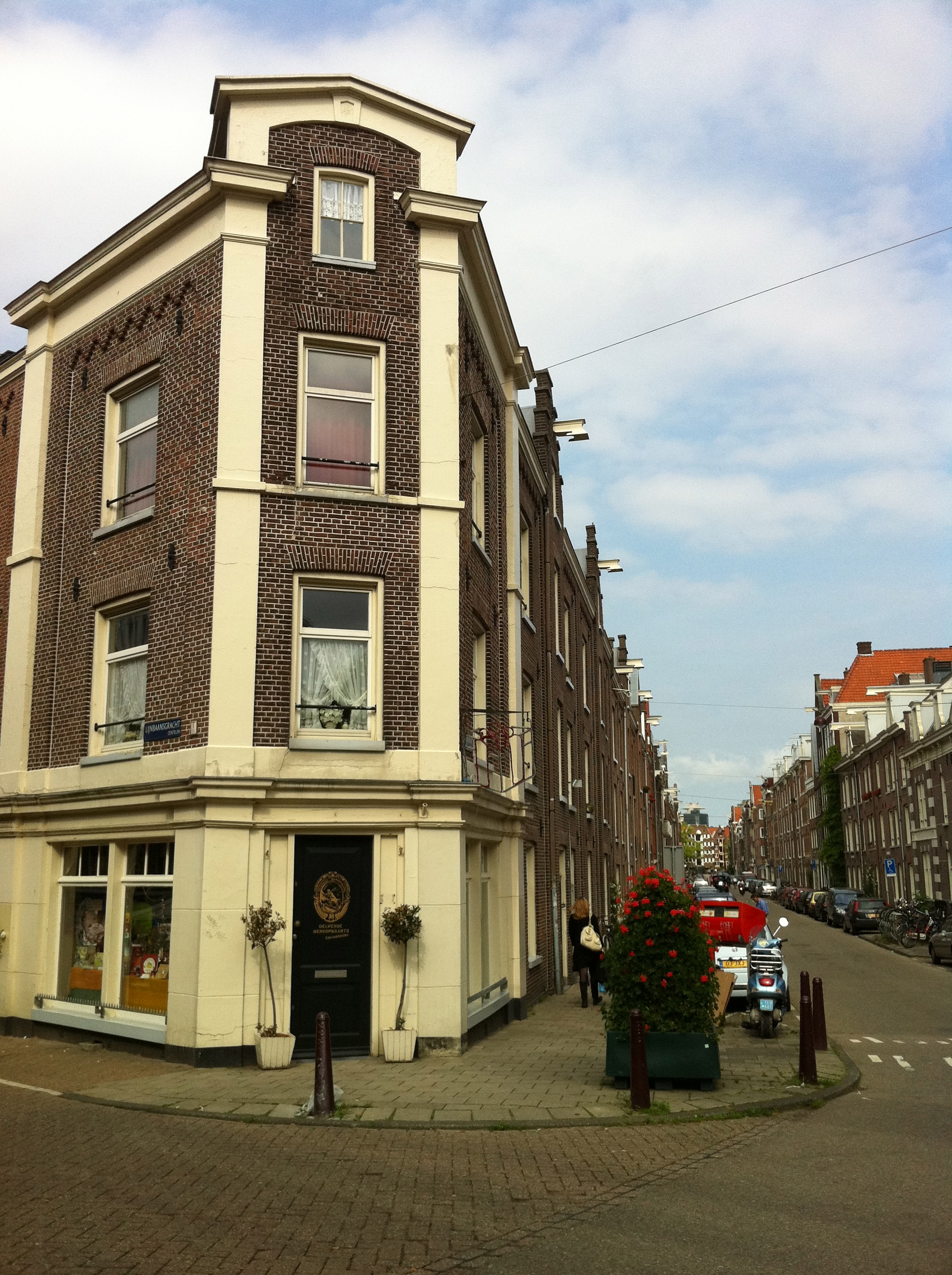
Hoek Lijnbaansgracht-Willemsstraat in Amsterdam, centrum van de activiteiten van de VAK, de eerste woningbouwvereniging in Nederland

Voor de invoering van de Woningwet van 1901 telde Nederland ongeveer 40 woningbouwverenigingen die zonder overheidssteun opereerden. Veelal waren deze door sociaal bewogen belangstellenden opgericht. De oudste woningcorporatie in Nederland is de in 1852 opgerichte Vereeniging ten behoeve der Arbeidersklasse te Amsterdam (VAK). In 1851 riepen enkele Amsterdamse notabelen op om een particuliere bouwmaatschappij op te richten, die iets zou moeten doen aan de heersende woningnood en belabberde huisvesting van arbeidersgezinnen. De oproep werd opgevolgd door 20 welgestelde burgers, zodat op 21 februari 1852 de eerste woningbouwvereniging van Nederland kon worden opgericht. Ieder lid bracht 2000 gulden in, waarop ze maximaal 3% rente zouden krijgen. De vereniging had in 1853 haar eerste blok huizen gereed aan de Amsterdamse Oostenburgermiddenstraat op Oostenburg, (praktisch op de plek waar tegenwoordig het bedrijfsverzamelgebouw staat met de redacties van De Volkskrant en Het Parool): 18 woningen met elk twee ruime vertrekken, voorzien van privaat (voorloper van het toilet), gootsteen en ijzeren ledikant. In dertig jaar tijd wist deze vereniging zo nog eens circa 800 woningen te bouwen op diverse locaties in de stad. De huurprijs van de verenigingswoningen bedroeg gemiddeld ongeveer 1/6 deel van het inkomen van de huurders.
Het initiatief in Amsterdam werd vrij snel elders in het land gevolgd, zoals in Arnhem waar de Vereeniging tot het verschaffen van geschikte woningen aan de arbeidende klasse in 1853 het levenslicht zag. Deze bouwde een complex van 134 woningen. Gemiddeld woonden er vier personen per woning van ruim 25 m². De weekhuur bedroeg zo'n ƒ 1,20. 
In 's-Gravenhage werd in 1854 de Vereniging tot verbetering van de woningen van de arbeidende klasse opgericht. In de periode 1854-1889 werd een bezit van 502 woningen gerealiseerd.
Sommige woningcorporaties, waaronder de Bouwmaatschappij tot Verkrijging van eigen woningen te Amsterdam, stelden zich ten doel de te bouwen woningen na 20 jaar in eigendom aan de bewoners te doen overgaan.
In 1890 liet de Maatschappij tot Nut van 't Algemeen, kortweg 't Nut genoemd, een onderzoek uitvoeren om te zien hoe de diverse woningbouwverenigingen het tot dan toe gedaan hadden. Het rapport van dit onderzoek kreeg als titel De arbeiderswoningen in Nederland. In 1896 publiceerde 't Nut een vervolgrapport, Het vraagstuk der volkshuisvesting, opgesteld door H.L. Drucker, H.B. Greven en J. Kruseman, waarin een pleidooi werd gehouden voor leningen of garanties van de overheid om de problemen met de volkshuisvesting op te lossen. Volgens de rapporteurs waren veel woningen erg slecht, ze drongen aan op afbraak en herbouw van oude buurten en nieuwbouw in stadsuitbreidingsgebieden. Het kabinet-Pierson baseerde de Woningwet van 1901 vrijwel geheel op de ideeën uit dit rapport.

### Woningcorporaties tot 1950
De Woningwet van 1901 maakte het voor woningbouwverenigingen mogelijk om overheidssteun te ontvangen. In de meeste gemeenten werden toen één of meerdere woningbouwverenigingen opgericht, ook ontstonden de eerste gemeentelijke woningbedrijven. De organisaties gingen voortvarend te werk en begonnen met het bouwen van, met name, arbeiderswoningen.
Om in aanmerking te komen voor het ontvangen van overheidssteun moest een woningbouwvereniging uitsluitend werkzaam zijn in het belang van de verbetering van de volkshuisvesting en toegelaten zijn door de Minister van Volkshuisvesting. In het algemeen werd in een gemeente beneden de 10.000 inwoners niet meer dan één vereniging toegelaten. Na een trage start nam het aantal toegelaten woningbouwverenigingen geleidelijk toe.
Voor de Tweede Wereldoorlog financierde de overheid de bouw van zogenaamde 'woningwetwoningen' meestal door middel van een rijksvoorschot. Dit rijksvoorschot moest in 50 jaar terugbetaald worden. In de crisisjaren werd de looptijd verlengd van 50 tot 75 jaar. Na de Tweede Wereldoorlog werden de benodigde gelden door middel van een gemeentelijke lening of een gemeentelijke garantie verstrekt.
De overheidssteun was niet onbeperkt. Het liberale adagium dat woningbouw in de eerste plaats een taak is voor de markt, bleef het uitgangspunt. Afhankelijk van de politieke kleur van de regering, veranderden de regels, waarbij de ene keer de nadruk kwam te liggen op commerciële partijen, en de andere keer op de bouw door woningbouwverenigingen.
Tussen 1900 en 1940 werden 1 miljoen zogenaamde woningwetwoningen gebouwd door bedrijven, woningbouwverenigingen en gemeenten. Gemeentelijke woningbedrijven hadden voor de Tweede Wereldoorlog 86.000 woningen in bezit.
In 1913 werd de Nationale Woningraad opgericht, een federatie van woningbouwverenigingen en gemeentelijke woningbedrijven. In dat jaar waren er 301 toegelaten instellingen. Tot de jaren twintig en dertig hadden de woningbouwverenigingen opzichteressen in dienst, zoals bij Woningmaatschappij Oud-Amsterdam NV. Deze selecteerden de bewoners en hielden toezicht op de bewoning.

### Woningcorporaties na 1950

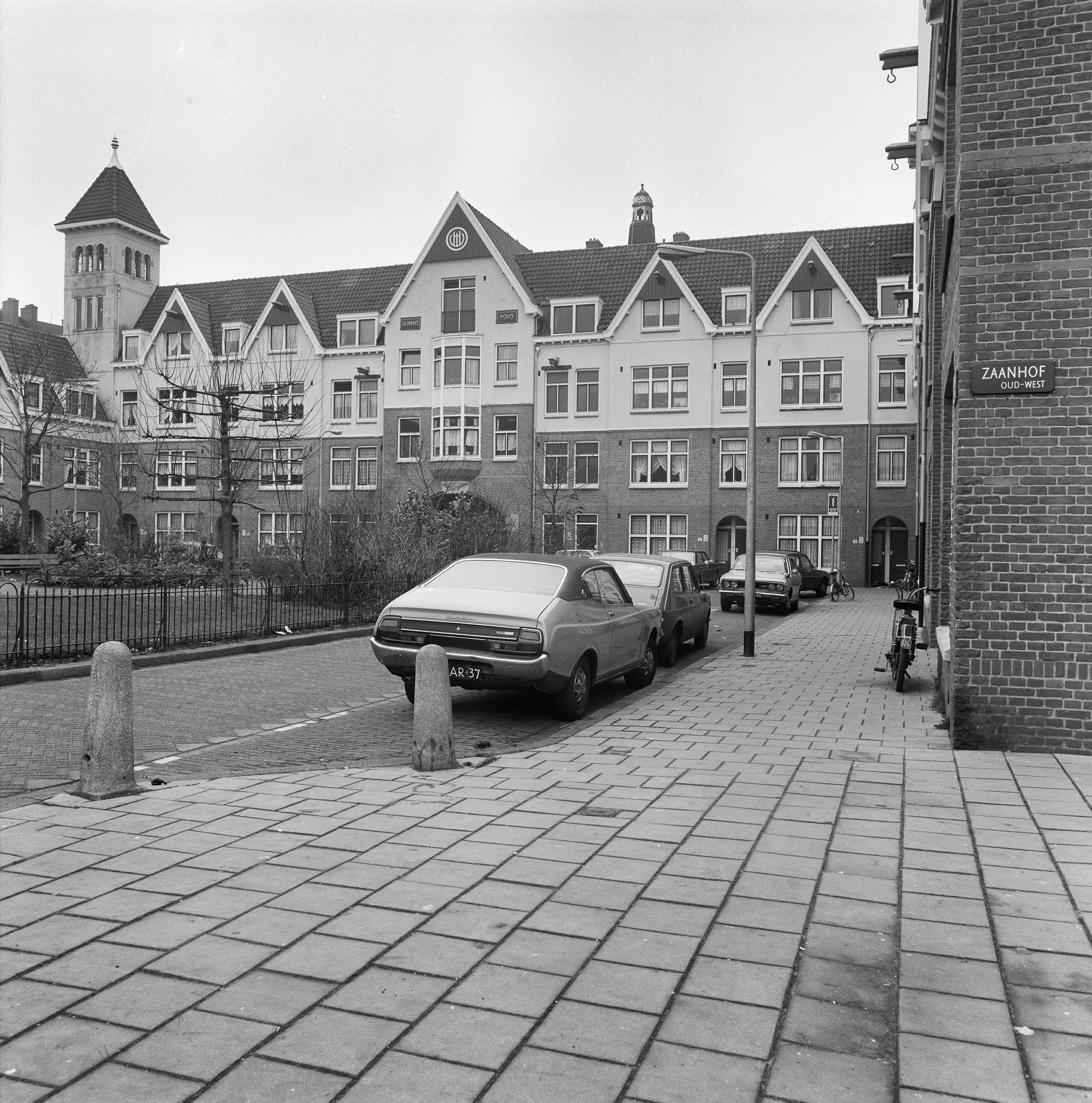
Zaanhof in Amsterdam, sociale woningbouw uit de jaren twintig gefotografeerd rond 1981

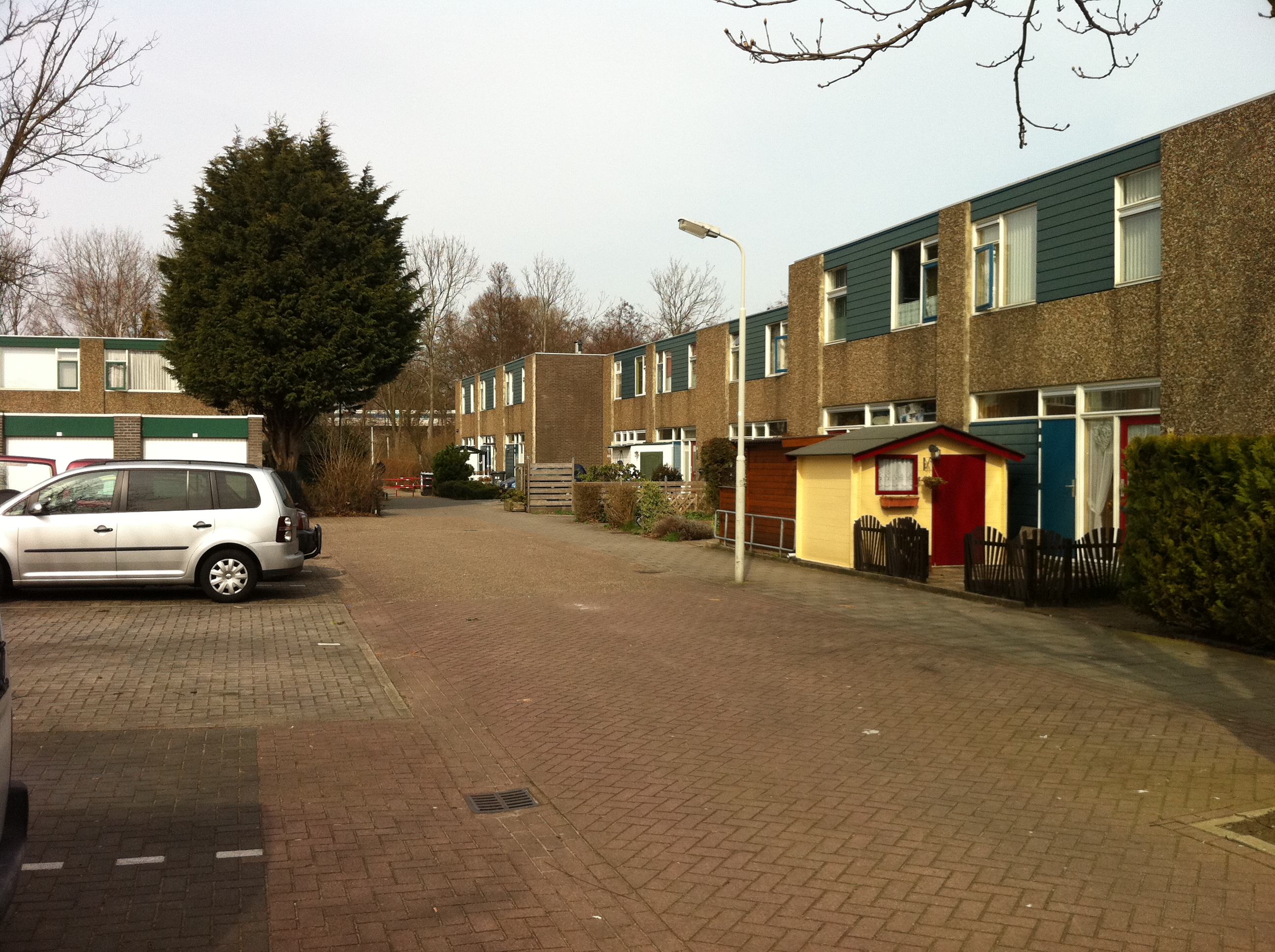
Sociale woningbouw uit 1975 in Koog aan de Zaan

De woningnood na de Tweede Wereldoorlog en de economische malaise waren bepalend voor de ontwikkeling van woningcorporaties in de jaren van wederopbouw. Er moest een antwoord worden geformuleerd. De huren werden bevroren om deze betaalbaar te houden, maar daardoor werd het onaantrekkelijk om te investeren in woningbouw. Het kabinet-Drees I gaf woningcorporaties daarom een centrale rol bij het oplossen van de woningnood, die werden cruciale spelers in de wederopbouw in de jaren veertig-vijftig. Dit ging wel gepaard met toenemende bemoeienis van de overheid, die de woningbouw plande, subsidieerde, verdeelde en controleerde. Van het particuliere karakter van de woningcorporaties bleef weinig over.
Eind jaren vijftig werd Commissie De Roos ingesteld om te onderzoeken of woningcorporaties niet zelfstandiger en met meer eigen verantwoordelijkheid konden functioneren. Het eindrapport liet 7 jaar op zich wachten. Toen het eindelijk in 1964 verscheen, was de belangrijkste conclusie dat verzelfstandiging alleen mogelijk is indien corporaties reserves kunnen vormen. Lang niet alle corporaties zouden daartoe in staat zijn, gezien de gesteldheid van hun woningbezit. De enige maatregel die volgde, was de oprichting van een centraal fonds voor minder bedeelde corporaties.
Omstreeks 1955 waren bij de Nationale Woningraad ruim 700 woningcorporaties aangesloten. De instellingen bouwden oorspronkelijk allereerst voor hun eigen leden. Zij hadden vaak de 'geestelijke verheffing van de arbeider' als doel. Later, zo ongeveer na 1960, veranderde de relatie tussen vereniging en leden tot louter een verhuurder-huurder relatie. De relatie werd losser en zakelijker. In 1965 kwam een primaat voor woningcorporaties (ten opzichte van gemeentelijke woningbedrijven, die mochten alleen nog bouwen als de lokale woningcorporaties eerst het aanbod hadden afgeslagen). Nieuwe subsidieregelingen voor huurwoningen (de Beschikking Geldelijke Steun Particuliere Huurwoningen 1968 en de Beschikking Geldelijke Steun Huurwoningen 1975) vormden een andere aanjager van de groei van de corporatiesector. Inmiddels werd gesteld dat een woningbouwvereniging niet alleen voor haar eigen leden moet bouwen, maar moest bouwen voor de samenleving als geheel. Een cruciaal uitgangspunt voor het nieuwe subsidiebeleid werd het principe 'gelijke monniken, gelijke kappen'. Ofwel: corporaties worden op dezelfde wijze gesubsidieerd als commerciële beleggers. In dit opzicht was sprake van een level playing field. De landelijke ambitie om op deze manier honderdduizenden sociale-huurwoningen, koopwoningen en vrijesectorhuurwoningen te bouwen, leidde tot creatief boekhouden met honderden miljoenen guldens aan bouwsubsidies voor woningwetwoningen door gemeenten, woningbouwverenigingen en particuliere beleggers zoals het Algemeen Burgerlijk Pensioenfonds. Hieruit volgde in 1986 de Parlementaire enquête naar bouwsubsidies. Deze enquête leidde er onder meer toe dat woningbouwcorporaties meer zelfstandigheid kregen, de marktwerking bij de financiering van de woningbouw werd gestimuleerd, dat het subsidiesysteem werd vereenvoudigd en de controle gedecentraliseerd. Binnen het ministerie van VROM waren er voorafgaand aan de enquête al ontwikkelingen in deze richting, maar de enquête zorgde voor een aanzienlijke bespoediging van dit proces. Uiteindelijk mondde dit alles uit in de Bruteringsoperatie van 1995 en de afschaffing van jaarlijkse objectsubsidies in de volkshuisvesting.
Tussen 1947 en 1985 steeg het woningbezit van de woningbouwverenigingen van 196.000 tot 1.607.000 woningen, hiermee steeg het aandeel van de woningbouwinstellingen in het totale woningbezit van circa 9% tot 30%, het was enkele jaren dat de bouw door beleggers en vastgoedbedrijven achterbleef zelfs even 42%. In 2000 was het totale woningbezit van de corporaties verder gegroeid tot 2,36 miljoen woningen.

### Woningcorporaties na 1990
In 1989 verscheen de nota ‘Volkshuisvesting in de jaren negentig’. Deze nota van staatssecretaris Heerma leidde tot een revolutie in de volkshuisvesting. Het sluitstuk was medio jaren negentig de verzelfstandiging van de corporaties via een ‘bruteringsoperatie’. De doelstelling was tweeledig. De rijksoverheid wilde bezuinigen en het bouwen van woningen moest meer aan de marktsector worden overgelaten. Corporaties moeten zich omvormen tot ‘maatschappelijke ondernemingen’. De subsidiestromen – behalve die voor stadsvernieuwingsprojecten – werden geleidelijk aan drooggelegd. Ongeveer twee derde van de corporaties werd gedwongen herfinanciering aan te trekken via de kapitaalmarkt om investeringen voor onderhoud, renovatie en nieuwbouw te realiseren.
In 1994 werd het Waarborgfonds Sociale Woningbouw – tien jaar eerder ingesteld om garanties te verstrekken voor leningen voor woningverbetering en groot onderhoud – uitgebreid om die herfinanciering betaalbaar te maken.
Het idee was dat de woningcorporaties geen financiële steun van de overheid meer nodig hadden als zij zakelijker en bedrijfsmatiger zouden opereren. De woningcorporaties hielden wel de wettelijke plicht om te zorgen voor goede en betaalbare woningen voor lagere inkomensgroepen. Deze groep betreft ongeveer 40% van alle huishoudens in Nederland.

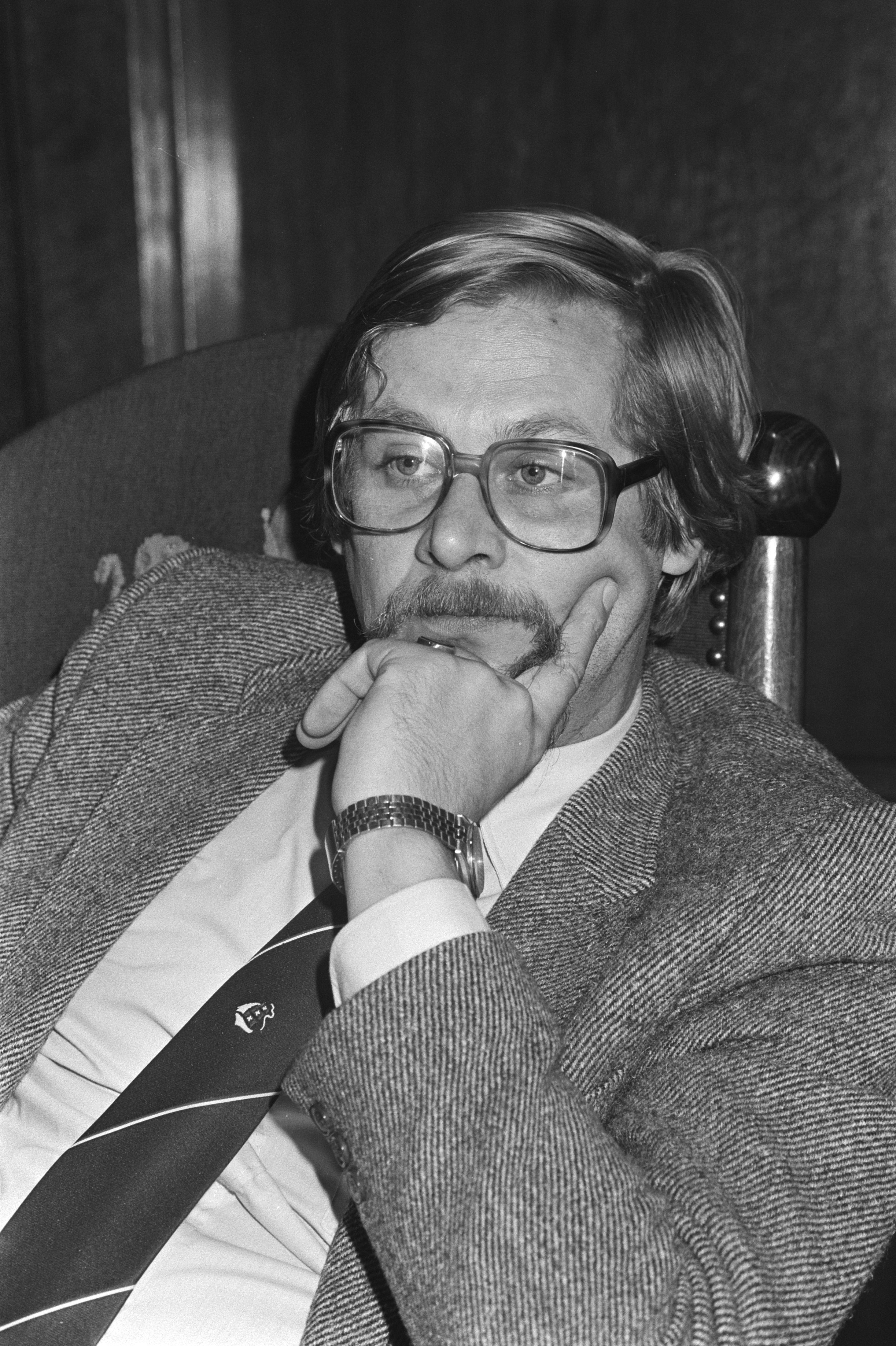
Staatssecretaris Heerma was verantwoordelijk voor de lossere banden tussen overheid en woningcorporaties

De verzelfstandiging van de volkshuisvestingssector ontwikkelde zich op twee manieren:
- In de eerste plaats werden de corporaties vergaand financieel verzelfstandigd, dat werd geregeld in de zogeheten 'Bruteringswet' officieel de 'Wet Balansverkorting geldelijke steun volkshuisvesting' (zie bruteringsoperatie). In deze wet uit 1994 werd geregeld dat er voortaan geen objectsubsidies meer werden verleend. Tientallen miljarden aan leningen voor sociale woningbouw hoefden daardoor niet langer opgeteld te worden bij de staatsschuld, waardoor het voldoen aan de "Maastrichtnorm" uit het Verdrag van Maastricht voor deelname aan de Europese Unie weer een reuzenstap dichterbij kwam. Doordat corporaties nu zelf de nodige investeringen moesten financieren, werden er minder sociale huurwoningen gebouwd. Dat kwam ook door de stijging van de kostprijs van nieuwe sociale huurwoningen door voortdurend stijgende grondprijzen en vanwege het feit dat door wet- en regelgeving steeds meer eisen aan een sociale huurwoning werden gesteld: bijvoorbeeld grotere oppervlaktes, verwarming in elke kamer, isolatie, buitenruimte zoals balkon of tuin, elk huis een badkamer. De wens om een lage huur te betalen bleef, maar de woonwensen en vereisten bleven toenemen, waaraan oudere woningen niet meer voldeden. Daarom gingen woningcorporaties over tot renovatie en soms het saneren van de woningvoorraad door het slopen van oude en kleine woningen. Hier kwamen minder en grotere woningen met hogere huren voor terug. Woningcorporaties beriepen zich hierbij op de samenstelling van het woningbestand in hun regio. Gemeten naar het aantal huishoudens met lage inkomens waren er meer dan voldoende sociale huurwoningen, maar niet elke woning werd bewoond door een huurder met het inkomen dat erbij paste. Het probleem op de woningmarkt was veeleer dat mensen die in de loop der jaren hun inkomen zagen dalen, stijgen of verandering in de gezinssamenstelling kregen, geen andere huurwoning wilden zoeken of konden vinden. Ze bleven wonen in hun bestaande sociale huurwoning, terwijl ze gezien hun inkomen niet meer tot de doelgroep behoorden. Door nieuwe en ook duurdere woningen te bouwen, wilden veel corporaties de doorstroming op de woningmarkt bevorderen, zodat sociale huurwoningen zouden vrijkomen voor mensen en gezinnen voor wie de woning was bedoeld.
- In de tweede plaats werden gemeentelijke woningbedrijven en woningbouwverenigingen omgezet in stichtingen, die voortaan woningcorporaties genoemd werden. Dit was een gevolg van het in 1993 vastgestelde Besluit beheer sociale-huursector. De overgang van vereniging naar stichting (of corporatie) hield in dat de invloed van huurders op het bestuur afnam. Ook de gemeenten kregen minder invloed op de corporaties. De corporaties kregen een interne toezichthouder zoals een Raad van Toezicht of raad van commissarissen. Bij sommige corporaties wezen huurdersorganisaties enkele leden van dit orgaan aan. Er bleef ook extern toezicht van de overheid, waarbij wordt gekeken of aan wettelijke eisen van de Rijksoverheid wordt voldaan en of op een verantwoorde wijze met de financiën wordt omgesprongen. Het Centraal Fonds voor de Volkshuisvesting en het Ministerie van VROM vulden deze vorm van toezicht in. Accountants voor de goedkeuring van de jaarrekening completeerden als vanouds de cirkel van toezichthouders rondom woningcorporaties.

## Corporaties in de 21e eeuw

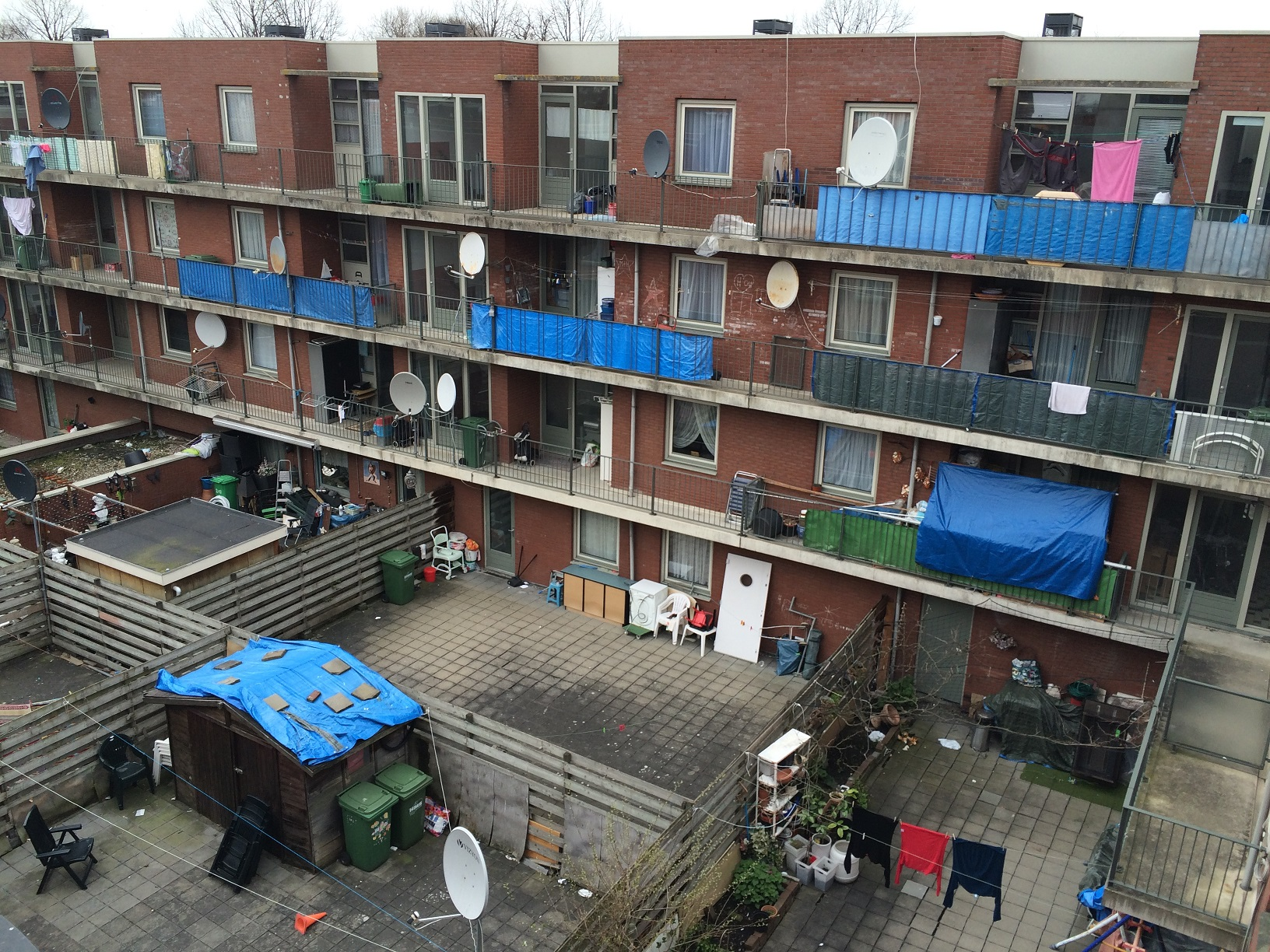
Sociale woningbouw in Den Haag

Eind jaren negentig en begin deze eeuw hadden de woningcorporaties een grote verantwoordelijkheid gekregen van de overheid voor het functioneren van de totale woningmarkt in Nederland, zoals doorstroming van sociale huurwoningen naar vrijesectorhuur- en koopwoningen, die blijkens regelmatig terugkerende kritiek op hun functioneren niet altijd door het grote publiek werd begrepen. De taken van de corporatie werden via een aanpassing van het Besluit beheer sociale-huursector verder uitgebreid en strekten zich nu uit naar het behoud van de leefbaarheid in wijken en buurten alsook een grotere betrokkenheid bij het beheer van maatschappelijk vastgoed.
De politiek bleef altijd verdeeld over de kerntaken van de woningcorporaties: woningcorporaties gingen volgens afspraak met de achtereenvolgende ministers Dekker, Winsemius, Vogelaar en Van der Laan, en conform de nieuwe rekkelijke richtlijnen in wet- en regelgeving, honderden miljoenen euro's uit hun vermogen aanwenden voor leefbaarheidsinvesteringen en de wijkaanpak in achterstandswijken. Daardoor konden de rijksoverheid en gemeenten hun uitgaven hieraan flink terugschroeven. Enkele jaren later kregen de woningcorporaties deze aanpak als verwijt voor de voeten geworpen door volgende ministers die de kerntaken van de woningcorporaties strikter interpreteerden.

### Prestatieafspraken
Om te laten zien dat zij wel degelijk ‘maatschappelijk verantwoord ondernemen’, maakten veel corporaties 'prestatieafspraken' met de gemeenten. In 2015 heeft 31 procent van alle corporaties de prestatieafspraken met gemeenten op papier. Vooral grote corporaties blijken hun zaakjes op orde te hebben. 10 procent van de corporaties die nog geen afspraken hebben gemaakt geeft aan komend jaar om tafel met de gemeente te gaan zitten. Hoewel het maken van prestatieafspraken met de lokale overheid een kader biedt voor overleg, staan er geen sancties op het niet halen van de overeengekomen prestaties.

### Onduidelijke en rekbare grenzen
In de eerste jaren van de 21e eeuw zochten sommige woningcorporaties de grenzen van de wet op. Zo wilde woningcorporatie Servatius in Maastricht investeren in een campus met 600 studentenkamers, een sporthal en kantoren. Daarmee wilden ze een sterkere bedrijfseconomische positie bereiken, die uiteindelijk ook ten goede zou moeten komen aan de woningbouwactiviteiten voor de primaire doelgroep. Volgens de wetgeving mag een woningcorporatie echter uitsluitend werkzaamheden verrichten in het belang van de volkshuisvesting. De parlementaire enquêtecommissie woningcorporaties vond deze casus interessant omdat het liet zien hoe onduidelijk en rekbaar de grenzen van het stelsel zijn.

### Affaires

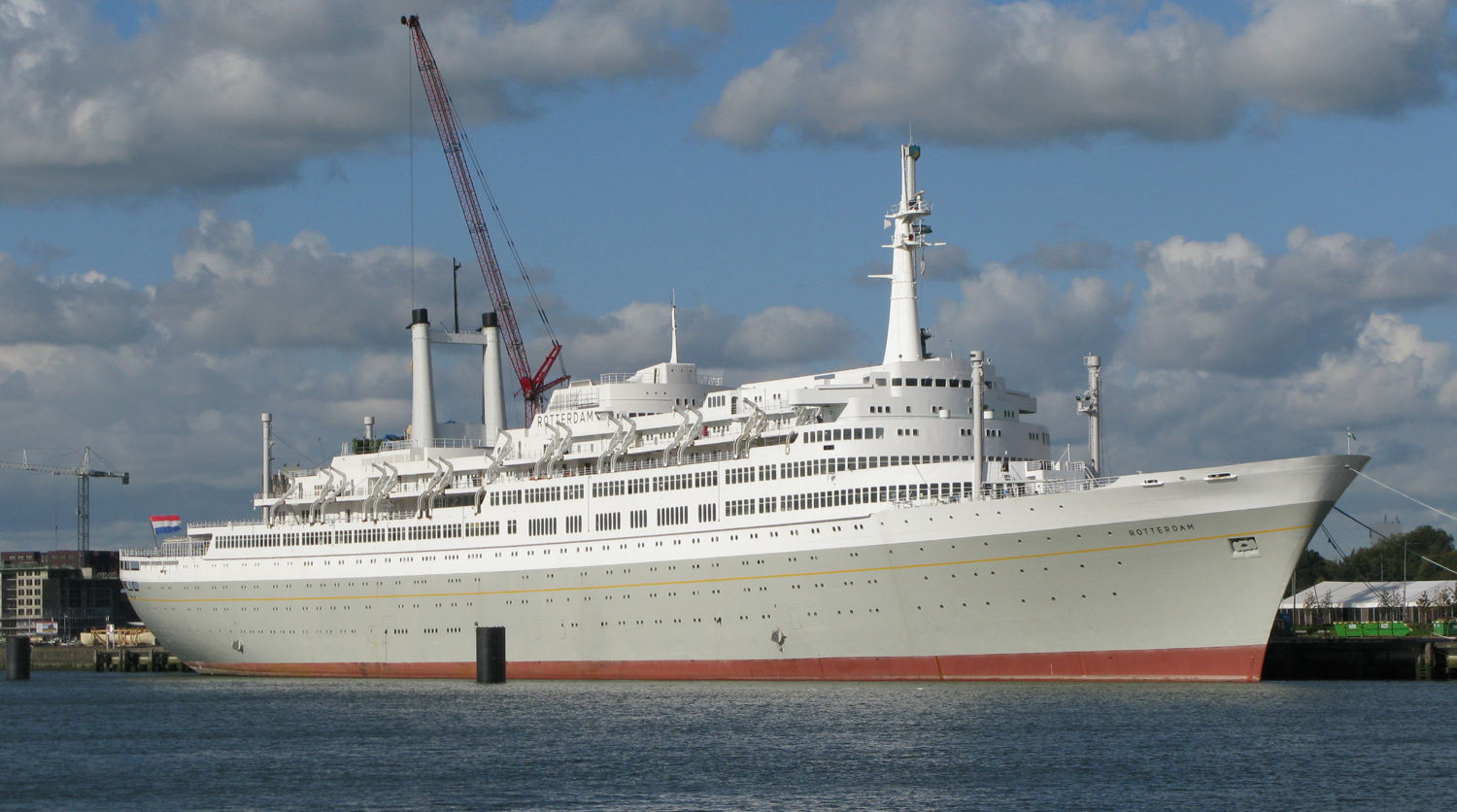
De SS Rotterdam, waaraan woningcorporatie Woonbron zich vertilde

De positie van woningcorporaties kwam in het eerste decennium van de 21e eeuw verder onder druk te staan vanwege betrokkenheid van een enkele corporatie bij een bouwfraudeaffaire, hoge beloningen voor bestuurders, te riskante investeringen en riskante renteverzekeringen. Zo was er de Amsterdamse Rochdaleaffaire, de Rotterdamse PWS-affaire, de aankoop van de SS Rotterdam en de Vestia-affaire. De vele publiciteit erover wekte de indruk dat de honderden woningcorporaties in Nederland allemaal waren losgeslagen, en dat deed de reputatie van de sector geen goed.
Deze situatie was aanleiding tot het treffen van verdergaande maatregelen waar het gaat om het verbeteren van het toezicht en de wijze van verantwoorden. Het leidde tot nog meer openheid en communicatie van woningcorporaties waar het gaat om de dagelijkse gang van zaken.

### Staatssteun
Ook de sinds 1901 (invoering Woningwet) bestaande staatssteun kwam ter discussie naar aanleiding van bemoeienis van de Europese Commissie. Eurocommissaris Neelie Kroes stuurde in 2005 een brief, die stelde dat Nederlandse woningcorporaties het level playing field op de woningmarkt verstoorden. Deze stellingname leidde tot een jarenlange discussie over wat onder staatssteun moet worden verstaan en wat de doelgroep is van woningen die met staatssteun werden gerealiseerd. Uiteindelijk kwam er duidelijkheid. Voor hun diensten van algemeen economisch belang krijgen woningcorporaties staatssteun (zie ook onder).

#### Aanvangshuurprijsrestrictie
Staatssteun voor corporaties is slechts mogelijk voor de bouw en verhuur van woningen in de gereguleerde sector, dit zijn woningen met een aanvangshuur van niet meer dan een voor het jaar waarin de huur aanvangt/aanving vastgesteld bedrag, voor 2018 €710,68 per maand.

#### Aanvangsinkomenrestricties
Een woningcorporatie moet van haar vrijgekomen woningen in de gereguleerde sector minimaal 80% toewijzen aan huishoudens met een inkomen tot € 38.035 (2019), 10% mag naar huishoudens met een inkomen tussen € 38.035 en € 42.436 (2019)..
Het huishoudinkomen wordt in 2019 geschat op 1,0336 maal het verzamelinkomen over 2018, of 1,0517 maal het verzamelinkomen over 2017. Als het actuele huishoudinkomen lager is dan wordt dat in aanmerking genomen.

### Scheefwonen
Het betalen van een te lage of te hoge huur in verhouding tot het inkomen wordt scheefwonen of 'scheefhuren' genoemd. Van scheefheid is sprake wanneer huishoudens een inkomen hebben dat niet past bij de hoogte van de huur die ze betalen, gegeven de kwaliteit van de woning. Scheefwonen gaat dus om de relatie tussen het inkomen van de huurder, de huurprijs en de kenmerken van de woning. In 2013 was één op de vier huurders van een sociale huurwoning een scheefwoner: 878.000 huishoudens. 546.000 sociale huurwoningen worden bewoond door huurders die qua inkomen de doelgroep ontgroeid zijn. 332.000 woningen worden bewoond door mensen die er eigenlijk een te laag inkomen voor hebben: ze hebben een grotere of luxere sociale huurwoning dan op grond van hun inkomen bij ze past. De rijksoverheid moet bij deze groep hogere huurtoeslagen uitkeren. In populaire regio's om te wonen, zoals de regio Amsterdam, zijn er meer huishoudens die (goedkoop) scheefwonen. In dergelijke regio’s woont gemiddeld 21 procent van alle huurders te goedkoop, terwijl dat in de regio’s met een ontspannen woningmarkt 16 procent is.
Zie ook huurverhoging in de gereguleerde sector.

### Verdere inperking taken

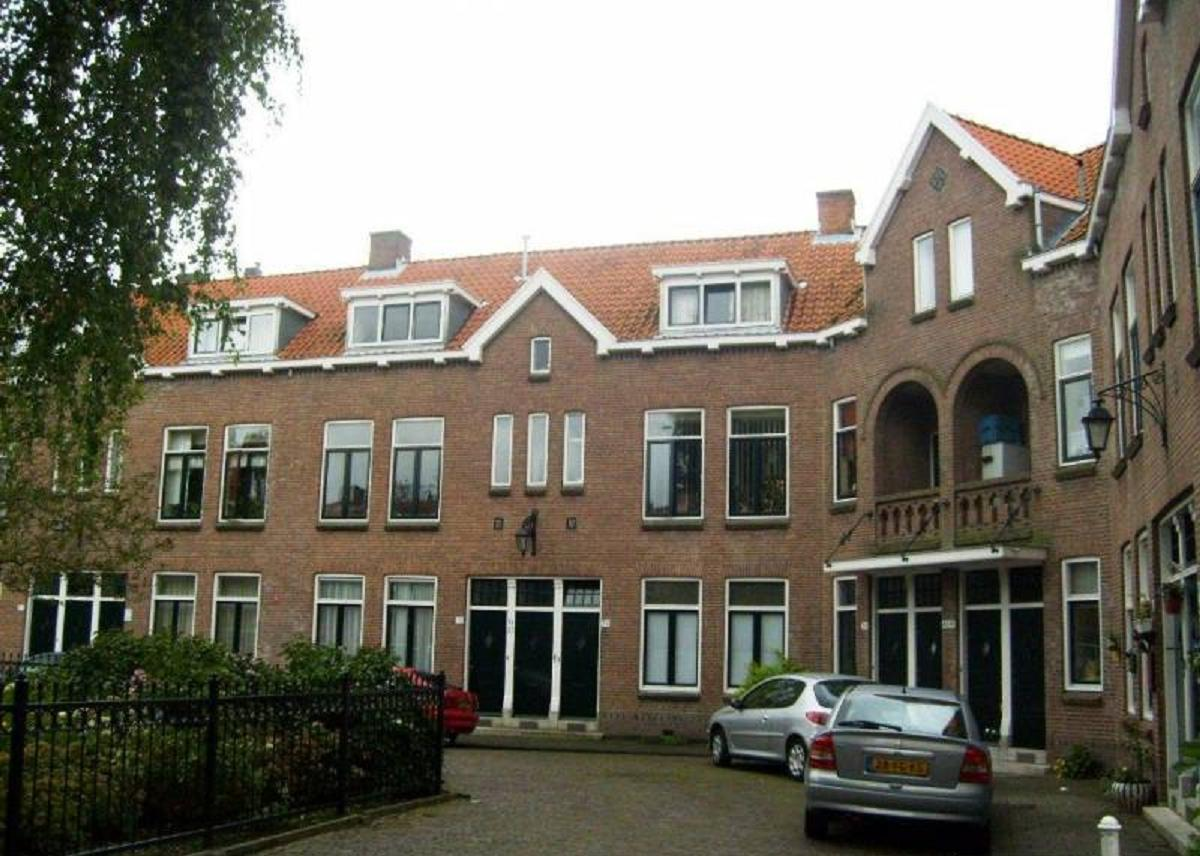
Sociale woningbouw in Rotterdam

Het steeds slechtere imago dat woningcorporaties in het begin van de 21e eeuw kregen, maakte de geesten rijp om de woningcorporaties wettelijk en financieel te kortwieken. Er kwam in 2013 een verhuurdersheffing voor verhuurders van sociale woningbouw, waarmee de rijksoverheid voortaan naar believen miljarden euro's per jaar kon afromen uit de inkomsten van woningcorporaties. Meer vrijheid voor woningcorporaties om aan rijkere huurders hogere huurstijgingen door te berekenen, moest dat deels compenseren. Zoals verwacht had dit meteen een sterk negatieve invloed op het vermogen van de woningcorporaties om te investeren in nieuwbouw en renovatie, omdat er de komende jaren minder geld zal zijn voor rente en aflossing van nieuwe leningen. Woningcorporaties investeerden daardoor in 2014 20 procent minder in woningen dan het jaar ervoor. Er werden 12.000 nieuwbouwwoningen minder opgeleverd. In 2014 werd 5,5 miljard euro geïnvesteerd in vastgoed voor verhuur. Dat is 1,1 miljard euro minder dan in 2013. De afname komt vooral doordat er minder nieuwbouw plaatsvond. In 2014 werden 17.900 nieuwe huurwoningen opgeleverd. In 2013 nog 29.900. Voor de bouwsector betekende het een nieuwe klap.
In 2015 werden de taken van de woningcorporaties verder wettelijk ingeperkt. Er kwam een nieuwe Woningwet, waarin werd vastgelegd dat de woningcorporaties zich moeten concentreren op het bouwen, verhuren en beheren van sociale huurwoningen en enkele andere maatschappelijke taken. De Woningwet noemt dit: diensten van algemeen economisch belang (daeb).

#### Diensten van algemeen economisch belang
Hieronder vallen:
- Bouw, verhuur en beheer van huurwoningen in de gereguleerde sector

Dit is de kerntaak van woningcorporaties: het huisvesten van mensen met een smalle beurs.
- Beheer van maatschappelijk vastgoed

Daaronder wordt bijvoorbeeld verstaan een buurthuis, wijkbibliotheek of opvanghuis. Het maatschappelijk vastgoed moet liggen in gebieden waar de corporatie woningen bezit. Corporaties mogen 10 procent van hun maatschappelijk vastgoed een commerciële functie geven (zoals een kapperszaak of een huisartsenpraktijk). Tijdelijk gelden soepeler regels voor verpleeg- en verzorgingshuizen.
- Investeren in leefbaarheid

Hierbij gaat het om activiteiten om de leefbaarheid in een wijk te verbeteren (bijvoorbeeld huismeesters of initiatieven om overlast te bestrijden). Deze activiteiten worden samen met de gemeente vastgesteld. Corporaties mogen hier niet meer dan € 125 per woning aan uitgeven en alleen in wijken waar zij bezit hebben.
Voor hun diensten van algemeen economisch belang krijgen woningcorporaties staatssteun, vooral in de vorm van garantstelling via het Waarborgfonds Sociale Woningbouw (WSW).

#### Activiteiten zonder algemeen economisch belang
Hieronder vallen de ontwikkeling van:
- huurwoningen in de vrije sector (geliberaliseerd);
- koopwoningen;
- commercieel vastgoed.

Een woningcorporatie kan bijvoorbeeld vrijesectorwoningen bouwen in een wijk waar huizen gesloopt worden om een betere mix van lagere en hogere inkomens in de wijk te creëren.
Wanneer woningcorporaties niet-daebactiviteiten willen uitvoeren, kan dat vanuit een juridische dochter of vanuit hun administratief gescheiden niet-daeb-tak. Een voorstel tot administratieve scheiding of juridische splitsing moet vooraf instemming krijgen van de Autoriteit woningcorporaties (Aw). Bij administratief gescheiden niet-daebactiviteiten worden speciale waarborgen ingebouwd (markttoets). Deze zijn bij een juridische dochter niet nodig. Kleine woningcorporaties vallen onder een verlicht regime.

### Parlementaire enquête woningcorporaties

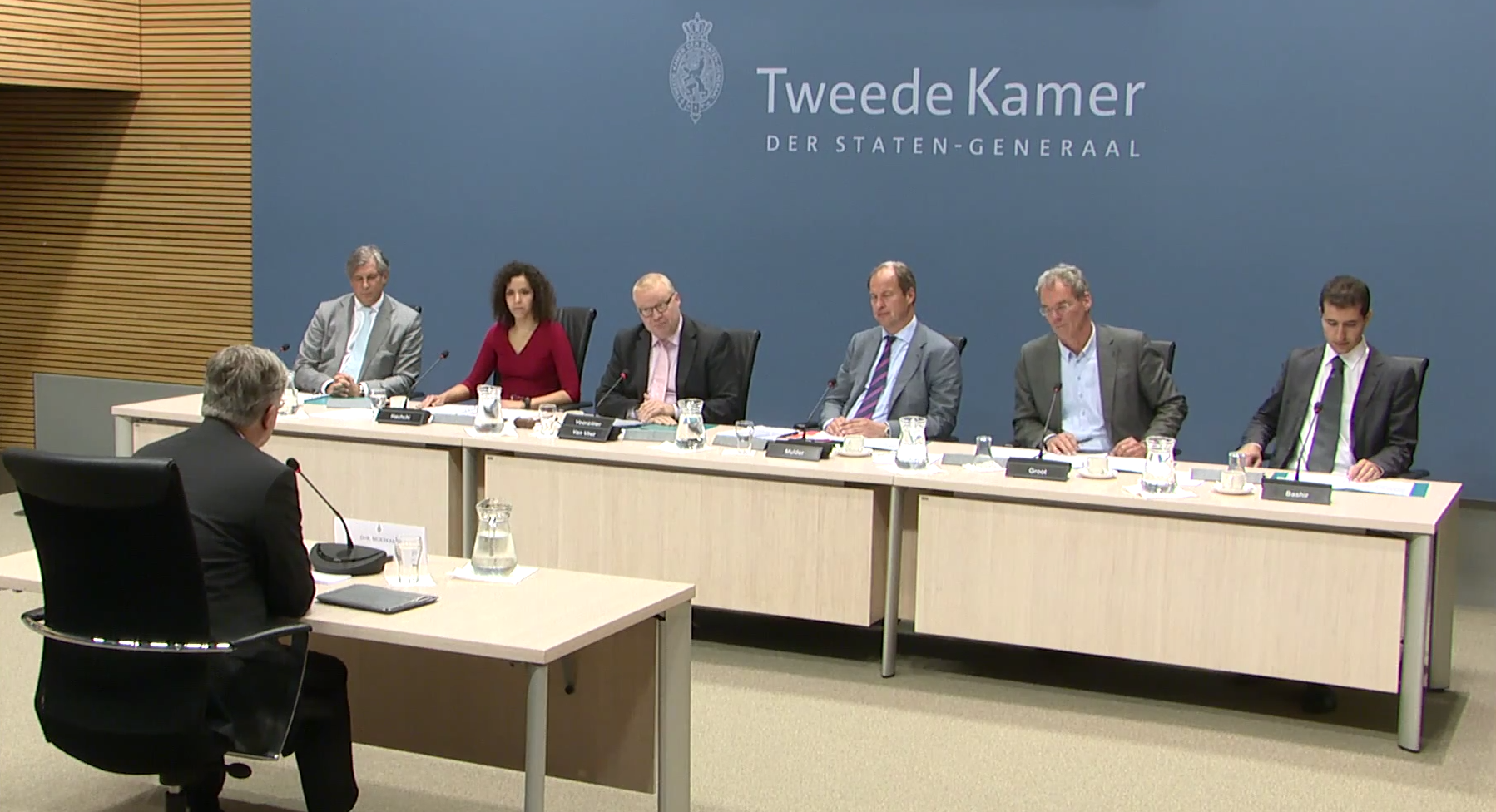
Openbare verhoren van de parlementaire enquêtecommissie Woningcorporaties

De Tweede Kamer stelde in 2013 een Parlementaire enquêtecommissie Woningcorporaties in. Voorzitter van de commissie was Roland van Vliet, ondervoorzitter Ed Groot. De commissie deed onderzoek naar de opzet en het functioneren van het stelsel van woningcorporaties, en concentreerde zich daarbij op de misstanden die de jaren daarvoor in het nieuws waren gekomen. De onderzoeksperiode liep vanaf de verzelfstandiging van de woningcorporaties begin jaren negentig tot heden. Het eindrapport werd in oktober 2014 gepresenteerd. Op de vergaande hervormingen van de corporatiesector heeft de enquêtecommissie maar beperkte invloed gehad, want door de regering werd niet gewacht op de uitkomsten. Wetsvoorstellen lagen al bij de Tweede Kamer lang voordat het onderzoek van de parlementaire enquêtecommissie was afgerond.

## Wetgeving
Artikel 47 van de Woningwet bepaalt dat als dienst van algemeen economisch belang (daeb) aan de toegelaten instellingen onder meer is opgedragen het verhuren van woningen met een huur tot de liberalisatiegrens. Artikel 48 bepaalt dat de toegelaten instelling met betrekking tot ten minste 90% van haar woningen in de gereguleerde sector slechts overeenkomsten van huur en verhuur aangaat indien het huishoudinkomen niet hoger is dan de inkomensgrens. Artikel 16 van het Besluit toegelaten instellingen volkshuisvesting 2015 samen met de Regeling toegelaten instellingen volkshuisvesting 2015 bepalen dat deze inkomensgrens € 38.035 (2019) is ten aanzien van ten minste 80% van deze woningen, en € 42.436 (2019) ten aanzien van maximaal 10% van deze woningen, zoals boven al vermeld.
Het gemiddelde aan huurstijgingen van woningen met een gereguleerd contract bij woningcorporaties mag in 2018 niet hoger zijn dan 2,4%. Het optrekken van de huur na een verhuizing telt daarin mee. Daarnaast zijn er op huishoudniveau de beperkingen die voor alle verhuurders in de gereguleerde sector gelden.

## Feiten en cijfers
Ultimo 2013 hadden woningcorporaties een totaal bezit van 2.422.500 wooneenheden op een totale woningvoorraad in Nederland van ruim 7.535.000. Dit correspondeert met een marktaandeel van ruim 30%.
In 1922 bereikte het aantal woningcorporaties een piek van 1341 stuks. Nadien is het aantal corporaties trendmatig gedaald naar 638 in 2000 en 350 in 2015. In het jaar 2000 was het gemiddelde woningsbezit per corporatie bijna 3900 woningen en dit is verdubbeld naar ruim 6800 woningen in 2015.
| Omschrijving              | 2007   | 2008   | 2009   | 2010   | 2011   | 2012   | 2013   | 2014   | 2015   | 2016   |
| ------------------------- | ------ | ------ | ------ | ------ | ------ | ------ | ------ | ------ | ------ | ------ |
| Aantal woningcorporaties  | 455    | 430    | 418    | 401    | 389    | 381    | 375    | 363    | 350    |        |
| Aantal fte                | 25.967 | 26.595 | 28.007 | 28.368 | 28.323 | 27.824 | 26.264 | 24.651 | 23.810 |        |
| Woningvoorraad (* 1000)   | 2404   | 2406   | 2411   | 2413   | 2414   | 2413   | 2423   | 2408   | 2390   | 2384   |
| Aantal verkochte woningen | 15.000 | 14.200 | 13.400 | 15.500 | 16.700 | 13.900 | 16.700 | 22.900 | 18.400 | 15.600 |
| Sloop                     | 15.900 | 16.000 | 15.800 | 13.100 | 11.900 | 10.400 | 9.800  | 9.700  | 10.200 | 7.300  |
| Aantal nieuwbouwwoningen  | 32.354 | 31.944 | 40.500 | 36.500 | 35.300 | 31.100 | 33.000 | 17.200 | 15.000 |        |
| Gemiddelde kale maandhuur | €392   | € 402  | € 411  | € 422  | € 440  | € 447  | € 470  | € 497  | € 515  |        |

Anno 1 juli 2022 zijn er nog 282 woningcorporaties. Als de financiële cijfers van alle corporaties worden opgeteld, dan is de totale waarde van het huizenbezit € 122,7 miljard. Worden daar de andere bezittingen bij opgeteld, dan komt het balanstotaal op € 142,8 miljard. Aan de passiefzijde van de balans staan € 94,9 miljard aan kort- en langlopende schulden. Het eigen vermogen van alle corporaties bij elkaar was zo'n € 45,3 miljard. De gemiddelde waarde van een huurwoning is in de berekeningen € 59.000. De WOZ-waarde van het corporatiebezit bedroeg gemiddeld € 140.000 per woning.

## Eigen vermogen woningcorporaties

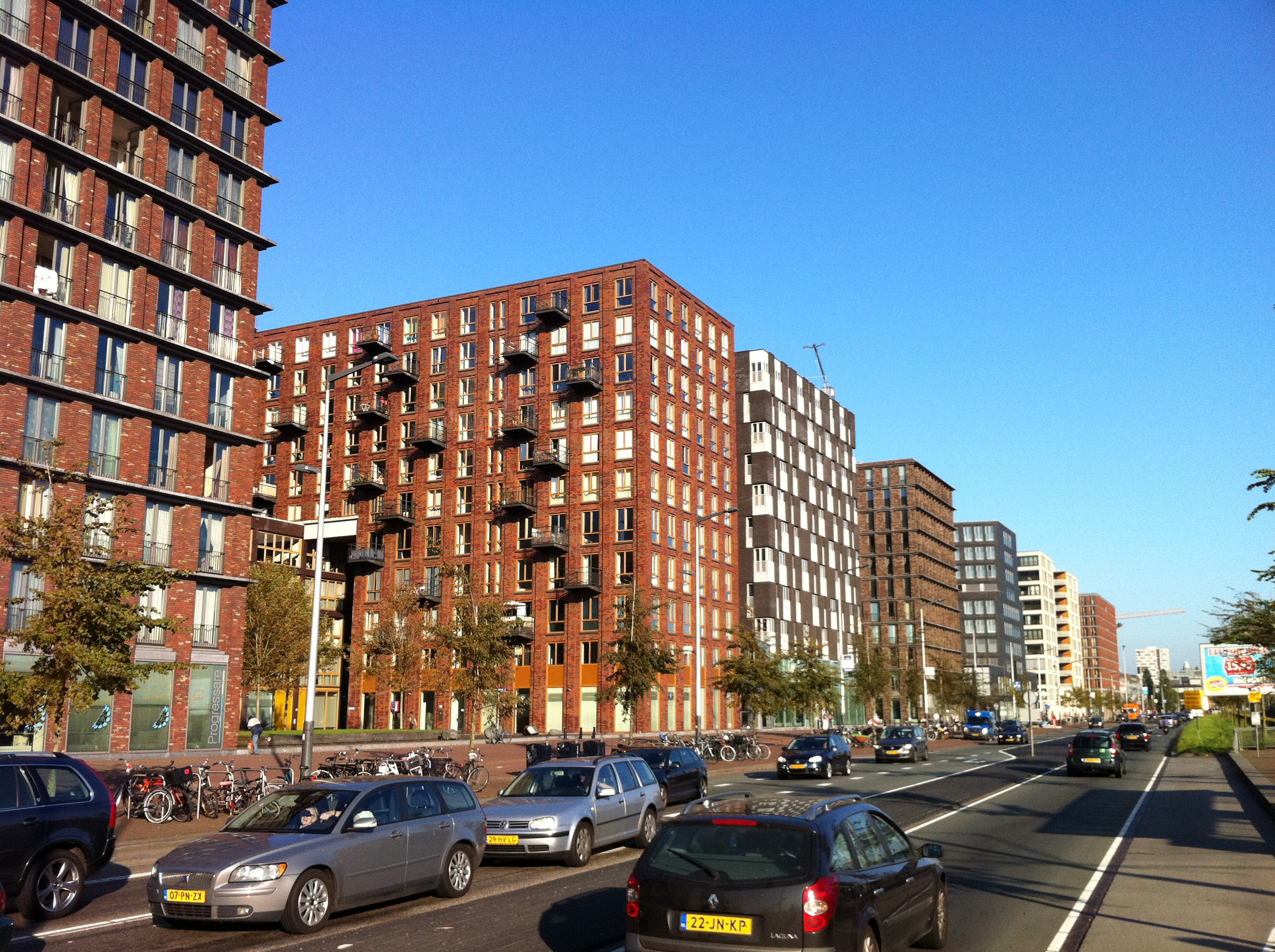
Corporatiebezit in Amsterdam

De corporaties kiezen ervoor om zeer conservatieve maatstaven te gebruiken om de waarde van de woningen en dus hun eigen vermogen te bepalen. Volgens de woningcorporaties moet zeer terughoudend worden omgegaan met de neiging om hun bezit te waarderen tegen de veel hogere WOZ-waarde, omdat miljoenen woningen niet in één keer onbewoond opgeleverd kunnen worden aan een nieuwe eigenaar (waar de WOZ-waarde wel van uitgaat). Ook daalt de marktprijs enorm indien tienduizenden woningen van een woningcorporatie tegelijkertijd op een regionale woningmarkt zouden worden aangeboden aan particulieren.
De totale waarde van de huizen op basis van de WOZ-waarde was in 2013 circa € 339 miljard, maar dat zal dus altijd een theoretisch bedrag blijven dat onmogelijk te verzilveren valt. In 1995, vlak na de verdere verzelfstandiging van de woningcorporaties, was de theoretische marktwaarde van de ruim 2,2 miljoen corporatiewoningen nog circa 160 miljard euro, dus een marktwaarde van ongeveer € 70.000 per woning. Het aldus berekende eigen vermogen van woningcorporaties groeide de afgelopen 20 jaar veel sneller dan de inflatie, vooral in de periode 1995-2005. De vastgoedcrisis van de periode 2007-2012 heeft die waardesprong slechts ten dele tenietgedaan. De extra solvabiliteit die het opleverde voor de woningcorporaties, werd ingezet om goedkopere en extra leningen aan te gaan voor meer stads-, dorps- en wijkvernieuwing, sloop-nieuwbouw en renovatieplannen, voor zover dit mogelijk was binnen de kasstroom. Omdat bij woningcorporaties bijna altijd bewust wordt gekozen voor onrendabele investeringen, kunnen de toekomstige rente en aflossing voor deze investeringen er slechts ten dele uit terugbetaald worden. Wat de woningcorporatie dan de komende jaren tekortkomt, moet nog wel betaald kunnen worden uit de lopende huuropbrengsten van de bestaande woningvoorraad. Die stegen door het huurbeleid veel minder snel dan de waardestijgingen van het corporatiebezit. Een andere manier om voldoende te kunnen investeren, is verkoop van een deel van de woningvoorraad aan zittende huurders en andere particulieren.

## Extra belasting
De investeringen van woningcorporaties zijn sinds 2013 teruggelopen door de invoering van de verhuurdersheffing en saneringsbijdragen voor bijvoorbeeld collega-corporaties WSG en Vestia, die in de problemen kwamen. Op deze heffing, die in 2018 meer dan 2,5 miljard moet opbrengen, hadden woningcorporaties en de bouwsector kritiek.

## Financiële positie
Eind 2014 stonden 12, vooral kleinere woningcorporaties onder verscherpt toezicht van het Centraal Fonds Volkshuisvesting. Dat is minder dan 4% van het totaal aantal corporaties. Bij 96% van de 375 woningcorporaties gaf de financiële en administratieve organisatie geen aanleiding voor extra toezicht. Twee organisaties (Vestia en WSG uit Geertruidenberg) waren verwikkeld in een saneringsoperatie.

## Naslagwerken
- De arbeidende klasse in Nederland in de 19e eeuw (1813-1870), I.J. Brugmans, Martinus Nijhoff, Den Haag, 1929
- Kantelend bestuur: onderzoek naar de ontwikkeling van taken van het lokale bestuur in de periode 1851-1985 (tevens proefschrift Leiden), V. Veldheer, Sociaal en Cultureel Planbureau, Rijswijk, 1994
- Werken aan wonen – 75 jaar Nationale Woningraad, B.G.A. Kempen & N. van Velzen, Nationale Woningraad, Almere, 1988
- A. Korevaar, A. Bijls, M. Gout & L. Stijnen (red.), Bouwkundige encyclopedie, Elsevier, Amsterdam, Brussel, 1954-1955
- J. Kuhnert, O. Leps, Die gemeinnützigen Woningcorporaties in den Niederlanden, in: Neue Wohnungsgemeinnützigkeit Wege zu langfristig preiswertem und zukunftsgerechtem Wohnraum, Springer VS, 2017.